# Le Cateau-Cambrésis
Le Cateau-Cambrésis település Franciaországban, Nord megyében. Lakosainak száma 6846 fő (2022. január 1.). Le Cateau-Cambrésis Saint-Martin-Rivière, Saint-Benin, Saint-Souplet, Troisvilles, Bazuel, Forest-en-Cambrésis, Honnechy, Mazinghien, Montay, Neuvilly, Pommereuil és Reumont községekkel határos.
1559-ben a városban folytak a Habsburg–Valois háború lezárására irányuló béketárgyalások, a cateau-cambrésis-i békeszerződéseket április–május folyamán írták alá.

Itt született 1869. december 31-én Henri Matisse festő, akinek emlékét múzeum is őrzi a településen.

## Népesség
A település népességének változása:
| Lakosok száma | 7047 | 7033 | 7135 | 6933 | 6951 | 7030 | 7016 | 6929 | 6846 |
|               | 2013 | 2015 | 2016 | 2017 | 2018 | 2019 | 2020 | 2021 | 2022 |